# John Baird (Admiral)
Sir John Kennedy Erskine Baird, KCB (* 16. September 1832; † 8. Dezember 1908 in Wootton Bridge, Isle of Wight) war ein britischer Seeoffizier und zuletzt Admiral der Royal Navy.

## Leben

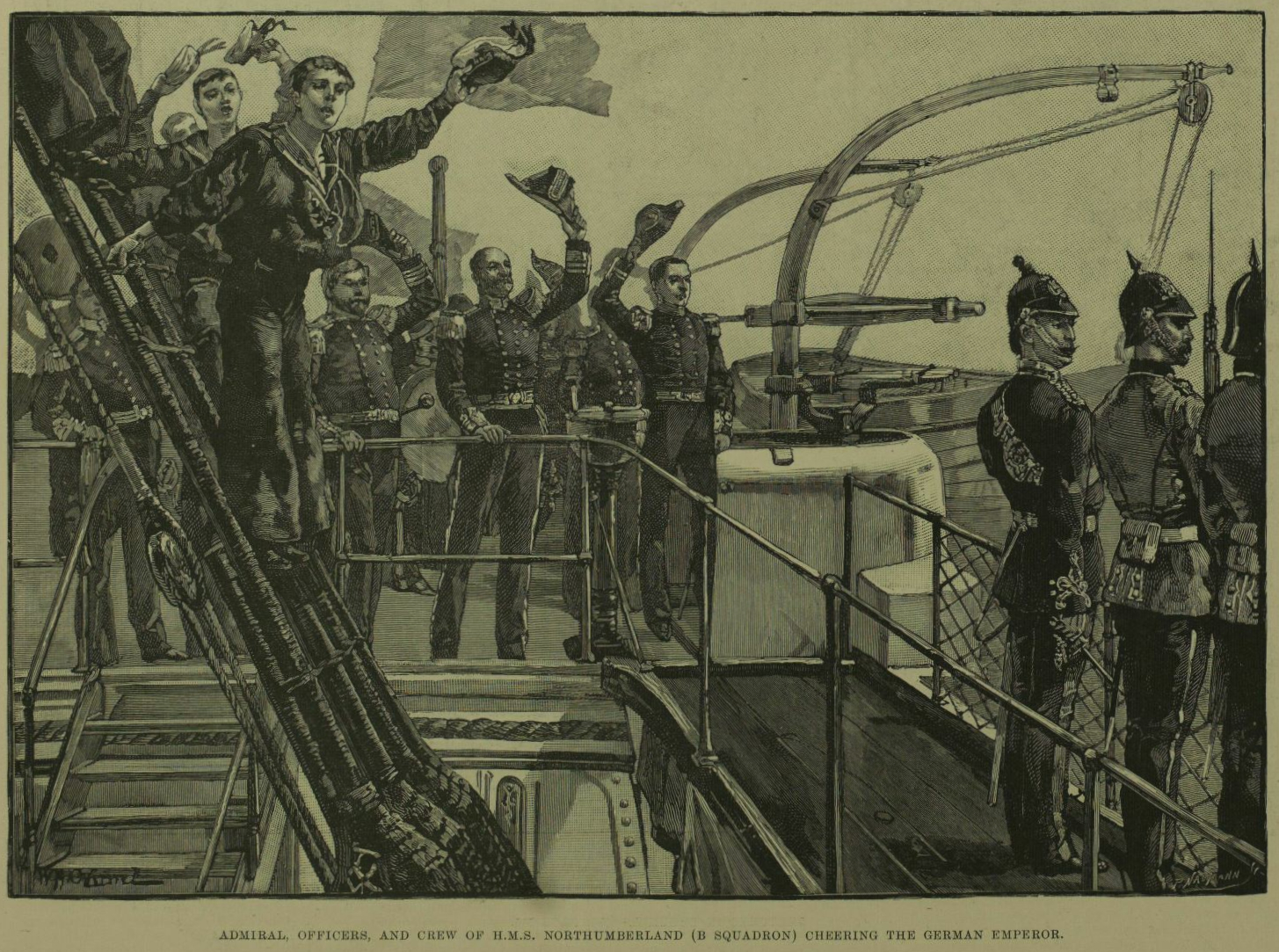
Admiral John Baird mit Besatzungsmitgliedern der HMS Northumberland (1889)

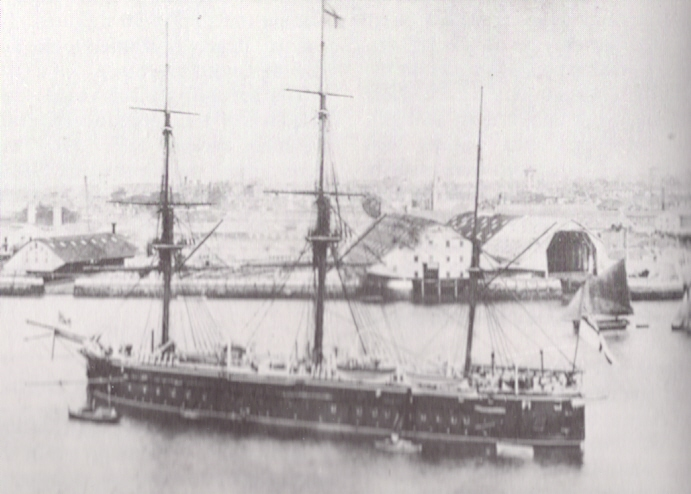
Captain Baird war zwischen 1874 und 1877 Kommandant des Gepanzerten Schlachtschiffs HMS Swiftsure.

John Kennedy Erskine Baird war ein Sohn von Sir David Baird, 2. Baronet (1795–1852), der 1809 den Titel als 2. Baronet, of Newbyth, erbte. Sein älterer Bruder Sir David Baird (1832–1913) erbte beim Tod des Vaters 1852 den Titel als 3. Baronet. Er selbst trat im Dezember 1845 in die Royal Navy ein und fand nach seiner Ausbildung zum Seeoffizier verschiedene Verwendungen. Am 28. Februar 1854 wurde er zum Kapitänleutnant (Lieutenant) sowie am 28. Februar 1857 zum Fregattenkapitän (Commander) befördert. 1858 war er Kommandant des zum Marinestützpunkt Nordamerika und Westindien (North America and West Indies Station) gehörenden Raddampfers HMS Devastation und war danach zwischen dem 23. Dezember 1859 und August 1863 Kommandant des Kanonenbootes HMS Alacrity in der Mittelmeerflotte (Mediterranean Fleet). Er wurde am 16. Februar 1864 zum Kapitän zur See (Captain) befördert und war zwischen dem 8. März 1870 und dem 14. Juni 1873 Kommandant der zur China Station gehörenden Korvette HMS Juno sowie später vom 27. Juni 1874 bis zum 28. November 1877 in der Mittelmeerflotte Kommandant des Gepanzerten Schlachtschiffs HMS Swiftsure und fungierte daraufhin zwischen Februar und dem 1. Dezember 1878 als Marineadjutant von Königin Victoria.
John Baird wurde am 28. Dezember 1879 zum Konteradmiral (Rear-Admiral) befördert und übernahm am 13. September 1884 von Admiral Sir Algernon Lyons als Oberkommandierender der Pacific Station. Er hatte dieses Kommando mit dem Flaggschiff HMS Swiftsure beziehungsweise deren Schwesterschiff HMS Triumph bis zum 4. Juli 1885 inne, woraufhin Admiral Sir Michael Culme-Seymour, 3. Baronet seine Nachfolge antrat. Am 18. Januar 1886 erhielt er seine Beförderung zum Vizeadmiral (Vice-Admiral) und war als Nachfolger von Admiral Sir Anthony Hoskins zwischen 1886 und seiner Ablösung durch Admiral Sir George Tryon 1887 als Admiral Superintendent of Naval Reserves Oberkommandierender der Marinereserve mit dem Panzerschiff HMS Hercules als Flaggschiff. Danach übernahm er am 17. April 1888 von Admiral Sir William Hewett die Funktion als Oberkommandierender der Kanalflotte (Channel Fleet). Diesen Posten mit dem Flaggschiff HMS Northumberland bekleidete er bis zu seiner Ablösung durch Admiral Sir Michael Culme-Seymour, 3. Baronet am 3. Mai 1890. Für seine Verdienste wurde er am 16. Mai 1890 als Knight Commander des Order of the Bath (KCB) nobilitiert, wodurch er fortan das Prädikat „Sir“ führte, und am 14. Februar 1892 zum Admiral. Am 16. September 1897 schied er als Admiral aus dem aktiven Dienst in der Royal Navy und trat in den Ruhestand. Am 6. März 1905 heiratete er Constance Barbara Clarke († 1931), wobei diese Ehe kinderlos blieb.